# 岸宇吉

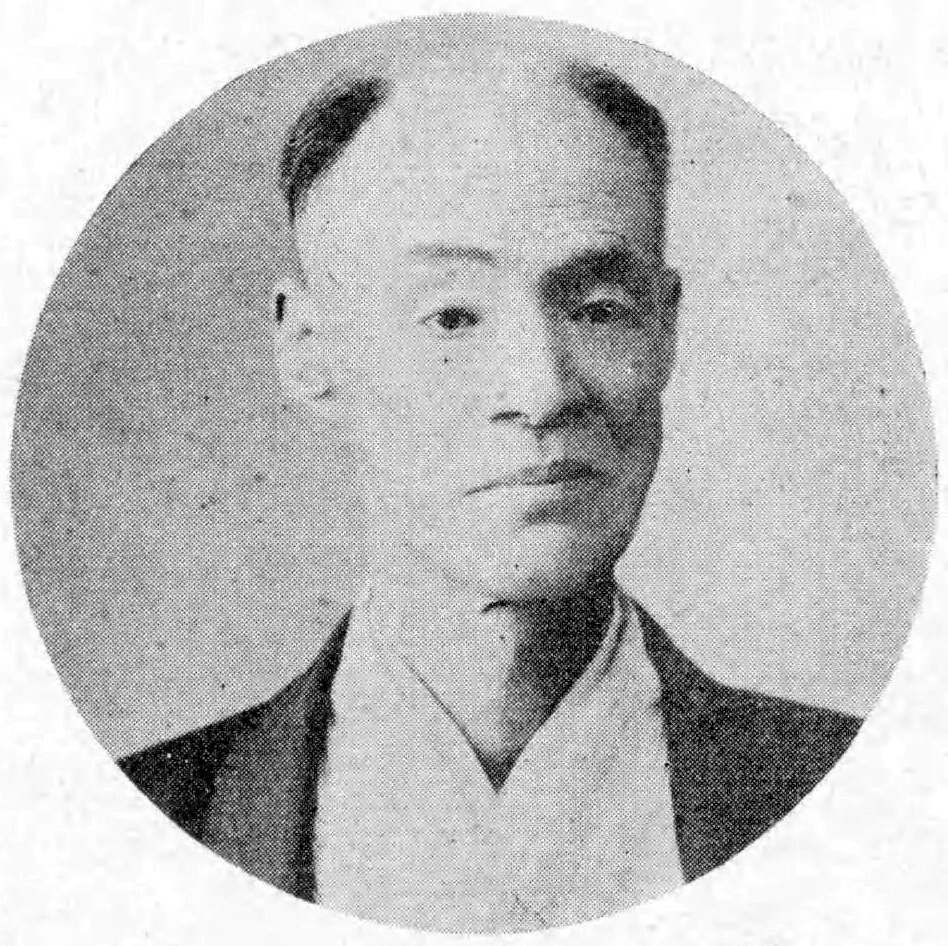
岸宇吉（『長岡市史』より）

岸 宇吉（きし うきち、1839年（天保10年） - 1910年（明治43年））は、新潟県出身の実業家。第六十九国立銀行（現北越銀行）の創始者の一人、永年支配人。岸吉松の父。

## 生い立ち
新潟に生まれ、12歳の時に、岸家の分家である、岸屋の養子となった。その後、養母により、字書を将来師と慕うことになる小林虎三郎より習う。

## ランプ会
岸家には当時高価だったランプがあり、身分を問わずこれに多くのものが集まった。この会は「ランプ会」と名づけられ、戊辰戦争で荒廃した長岡の復興や商業のあり方を夜を徹し話し合った。主だった参加者には士族の三島億二郎、商人の岸宇吉・渡辺六松らが名を連ねた。
その中で、商業のためには、銀行が必要であるとして、三島らとともに1878年（明治11年）12月20日に第六十九国立銀行が開業する。その後、1891年（明治24年）には、第4代頭取に就任している。
また、岸は、新潟県内のみならず、松方正義・渋沢栄一・福沢諭吉らととも交友があり、日本石油（現・ENEOS）や北越鉄道（現・信越本線）などの設立、運営に携わった。